# 李雪尭
李 雪尭（り せつぎょう、Li Xueyao、簡体字：李雪尧、1995年4月11日 - ）は、中華人民共和国の女子スキージャンプ選手。

## 経歴
吉林省梅河口市出身。初の国際大会出場は2011年1月8日に開催された女子ウィンターツアー2011ショーナッハ大会で、全体の47位で終わっている。コンチネンタルカップでの初得点はリュブノ大会で獲得している。エストニアのオテパーで開催されたノルディックスキージュニア世界選手権2011に出場し40位を獲得。世界選手権初出場となった2011年オスロ大会では40位であった。コンチネンタルカップでの年間総合順位は67で終わる。
2012年はオーストリアで開催されたインスブルック冬季ユースオリンピックでは個人11位を獲得。ワールドカップにリュブノ大会で初出場。エルズルムで開催されたジュニア世界選手権では個人で37位、団体で7位を獲得した。
ストラプスケ・プレソで開催された2015年冬季ユニバーシアードでは上位10位に食い込み健闘。ファールンでの2015年ノルディックスキー世界選手権において37位であった。

## 成績

### 国際大会
| シーズン  | FIS-レディース・グランプリ | COC順位 | FISワールドカップ |
| --------- | -------------------------- | ------- | ----------------- |
| 2010/2011 | 47                         | 67      |                   |
| 2012/2013 |                            | 32      |                   |
| 2015/2016 |                            | 19      |                   |
| 2016/2017 |                            | 54      | 51                |

### 国内大会
- 第13回全国冬季運動会（中国語版） - 優勝[2]